# Marie NDiaye
Marie NDiaye (Pithiviers, Loiret, França, 4 de juny de 1967) és una guionista i escriptora francesa de pare senagalès i mare francesa, Premi Goncourt de l'any 2009.

## Biografia
El seu pare va marxar al Senegal quan Marie tenia tres anys, i ella no l'ha conegut fins passats els 20 anys d'edat. La mare, professora de ciències, i el germà, Pap, van viure en diferents indrets, des d'una barriada de París, a Fresnes i Bourg-la-Reine, fins que van anar a Berlín.
Marie va estudiar a l'Institut Lakanal (Lycée Lakanal) de Sceaux, i més tard va fer estudis de lingüística a la Sorbona, i amb una beca de l'Acadèmia Francesa a la Villa Mèdicis de Roma.
L'any 1987 es va casar amb l'escriptor Jean-Yves Cendrey i van viure uns mesos a Sitges. Des de 1998 viu a Berlín, amb el seu marit i tres fills. Segons algunes fonts, va marxar de França per tenir opinions contràries a les polítiques de Nicolas Sarkozy i va tenir una forta polèmica amb el diputat de l'UMP Èric Raoult, quan ella va definir França com un Estat "monstruós".

## Premis[3]
- 2001 - Premi Femina, per Rosie Carpe
- 2003 - Premi Nouveau Talent Théâtre de la SACD
- 2009 - Premi Goncourt, per Trois femmes puissantes
- 2010 - Jürgen Bansemer & Ute Nyssen Dramatikerpreis (Alemanya)
- 2011 - Spycher Literaturpreis Leuk (Suïssa)
- 2015 - Prix Nelly-Sachs de la ciutat de Dortmund
- 2018- Prix Ulysses pel conjunt de la seva obra del festival de Bastia, Arte Marte

## Obra literària
Marie NDiaye va començar molt jove la seva carrera literària. Va començar a escriure als 12 anys, i només amb 17 va publicar la primera novel·la, Quant au riche avenir (Editions de Minuit).
No pertany a cap grup literari, ni reivindica cap filiació, però remarca haver rebut influències de Kafka, Marcel Proust i James.
Malgrat el seu origen africà per via del seu pare, que pràcticament no ha conegut, té molt pocs contactes amb la cultura africana, amb la qual no se sent gens identificada i refusa qualsevol pertinença a la literatura negroafricana.
Ha escrit nombroses novel·les i obres teatrals, però també obres per a un públic jove, poesia, un llibret d'òpera, Te craindre en ton absence (2014), per al compositor Hèctor Parra.
El 2016 la BBC en va fer una adaptació radiofònica, Three Strong Women, on Susie Wokoma va guanyar el premi a la millor actriu secundària als Premis Audio Drama de la cadena.

### Novel·la[5]
- Quant au riche avenir - Minuit, 1985 (ISBN 2-7073-1018-2)
- Comédie classique - P.O.L, 1988 (ISBN 2-86744-082-3)
- La femme changée en bûche - Minuit, 1989 (ISBN 2-7073-1285-1)
- En famille - Minuit, 1991 (ISBN 2-7073-1367-X)
- Un temps de saison - Minuit, 1994 (ISBN 2-7073-1474-9)
- La Sorcière - Minuit, 1996 (ISBN 2-7073-1569-9)
- La naufragée - Flohic, 1999 (ISBN 2842340620)
- Rosie Carpe - Minuit, 2001 (ISBN 2-7073-1740-3)
- Tous mes amis, nouvelles - Minuit, 2004 (ISBN 2-7073-1859-0)
- Autoportrait en vert - Mercure de France, 2005 (ISBN 2-7152-2481-8)
- Mon coeur à l'étroit - Gallimard, 2007 (ISBN 978-2-07-077457-9)
- Trois femmes puissantes - Gallimard, 2009 (ISBN 9782070786541)[8]
- Ladivine, Gallimard 2013
- La Cheffe, roman d'une cuisinière - Gallimard 2016. Taduïda al català per Marta Marfany.[9]
- La vengeance m'appartient - Gallimard 2021 (La venjança és meva. Traducció de Marta Marfany. Barcelona: Més Llibres, 2021)

### Novel·la juvenil
- La diablesse et son enfant, illustration Nadja - École des loisirs, 2000 (ISBN 2211056601)
- Les paradis de Prunelle, illustration Pierre Mornet - Albin Michel Jeunesse, 2003 (ISBN 2226140689)
- Le souhait, illustration Alice Charbin - École des loisirs, 2005 (ISBN 2211079628

### Relats
- En Chine 1 et 2, Grasset
- Les Inrockuptibles, 1997
- Tous mes amis, Minuit, 2004
- Un pas de chat sauvage, Flammarion 2019

### Teatre[2]
- Hilda - Minuit, 1999 (ISBN 2-7073-1661-X) representada de forma habitual, amb muntatges de Frédéric Bélier-Garcia (1002), Christophe Perlon (2005) i per Carey Perloff al Teatre 59E59 de Nova York
- Papa doit manger - Minuit, 2003 (ISBN 2-7073-1798-5) que s'ha inclòs en el repertori de la “Comédie Française” amb el muntatge de André Engel (2003)
- Rien d'humain - Les Solitaires Intempestifs, 2004 (ISBN 2-84681-095-8)
- Les serpents - Minuit, 2004 (ISBN 2-7073-1856-6)
- Providence - amb Jean-Yves Cendrey,representada per Marc Lichens (2001)
- Puzzle, Gallimard, Comp'Act, 2001
- Toute vérité - amb Jean-Yves Cendrey
- Les grandes personnes - 2011
- Te craindre en ton absence, 2014
- Honneur à notre élue, 2017
- Trois pièces, 2019

### Poesia[5]
- Y penser sans cesse (amb fotografies de Denis Cointe)
- L'Arbre vengeur, 2011

### Música[2]
- Naguila Abril 2005 (L'Empreinte digital)
- 2013: El compositor català Hector Parra va compondre Das geopferte Leben, l'òpera per a quatre solistes, ensemble barroc i ensemble modern i Te craindre en ton absence, monodrama per a actriu, ensemble i electrònica en temps real, amb llibrets de Marie NDiaye.

### Cinema
Un dels relats (el corresponent a Khady Demba) de la seva novel·la Trois femmes puissantes va ser utilitzat com a guió del film documental Notre Monde (2013) dirigit per Thomas Lacoste.
El 2022 va participar com a coguionista de la pel·lícula "Saint Omer" (Saint Omer (pel·lícula) de la directora Alice Diop. El film va guanyar el Premi del Jurat i el premi a la millor "opera prima" de la 79à Mostra Internacional de Cinema de Venècia. i va ser nominada al millor guió en els Premis Lumières de 2023.